# 勇者斗恶龙VIII 天空、碧海、大地与被诅咒的公主
《勇者斗恶龙VIII 天空、碧海、大地与被诅咒的公主》（官方副標題譯作「天空、海洋、大地與被詛咒的公主殿下」）是由Level-5开发，由史克威尔艾尼克斯发行的PlayStation 2平台电子角色扮演游戏，于2004年在日本发行。後由史克威尔艾尼克斯在英語地区进行本地化，並以英文語音首度為角色加上人聲配音，于2005年和2006年在北美和PAL区发行，这也是第一部在PAL区发行的本传作品。。游戏是勇者斗恶龙系列的第八部本传作品，在本作之前，系列英文版一直使用“Dragon Warrior”作标题，本作是第一部以“Dragon Quest”为英文版标题的作品。iOS和Android版于2013年12月12日发行，其中文版于2014年5月28日上线。在2015年8月27日和2017年1月20日，游戏分别在日本和欧美地区推出了任天堂3DS版本。
《勇者斗恶龙VIII》为角色和场景的3D建模使用了卡通渲染效果，同时也是系列中第一部圖像全為3D即時運算構成的游戏。本作保留了系列的大部分元素，如回合制战斗和经验值升级系统。劇情講述了主人公勇者和他的伙伴旅行並消灭反派Dhoulmagus的故事。Trodain王国被Dhoulmagus诅咒，国王Trode和其女儿Medea分别被变成了怪物和马，勇者需要将他们恢复正常并拯救王国。
在2006年由日本杂志《Fami通》举行的讀者投票中，本作继《最终幻想X》、《最终幻想VII》和《勇者斗恶龙III》，排在了史上最佳电子游戏的第四位。在2010年，IGN将游戏列为了“百大PlayStation 2游戏”的第39名。

## 开发与发行
如同系列其它作品，堀井雄二担任游戏编剧。评论称赞了艺术家鸟山明的色彩丰富设计。游戏音乐由椙山浩一谱曲。随着2004年11月27日上午6:30在东京涩谷星巴克举行的庆祝会，《勇者斗恶龙VIII》于当日早上在日本发售。堀井和史克威尔艾尼克斯总裁和田洋一都参与了活动，几个排在队伍最前面的玩家获得了史莱姆玩偶。
游戏在美国发售前的八月至十月间，“Simon dTOUR Live”商场之旅在美国各地的参与商城提供了游戏试玩版。这些免费活动送出了与勇者斗恶龙商品，并提供了现场娱乐。2005年秋季的《少年Jump》杂志也发行了一个《勇者斗恶龙VIII》试玩碟。游戏于2005年11月15日在北美发行，其附有一个《最终幻想XII》试玩碟。北美版《勇者斗恶龙VIII》新增的变化包括配音员、新动画、增强的音乐和声效，以及新的菜单界面。
勇者斗恶龙是系列首个在北美以“Dragon Quest”为题发行的游戏（代替之前的“Dargon Warrior”）。勇者斗恶龙的北美版名之前不使用“Dragon Quest”是为了避免和1980年代野战游戏发行商Simulation Publications的笔纸角色扮演游戏《DragonQuest》的商标产生冲突，该公司于1982年破产，游戏被TSR公司收购并作为《龙与地下城》的代替品发行到1987年。在2003年，史克威尔艾尼克斯在美国注册了“Dragon Quest”商标，并废弃了“Dragon Warrior”的名字。这是系列第一次以“Quest”做标题在日本以外发售。
和日本原版不同，由于在一些有关推进冒险的情节中会有配音，北美和欧州本地化版在一些地方对原版作了修改。游戏保留了玩家为角色命名的系列传统，游戏有两种 做过调整的配音脚本，以跳过主角名字产生的影响（如字幕上显示“Okay, Hero, my boy...”，而配音为“Okay, my boy...”）以及偶尔将杨格斯的名字替换为他的绰号“guv”（像带着伦敦腔读“governor”那样）。和一些在北美本地化时受到审查的系列早期作品不同，《勇者斗恶龙VIII》没有收到这类审查制度。英语翻译由Plus Alpha Translations和AltJapan负责。以为《最终幻想VIII》和《陆行鸟大赛车》而工作的史克威尔艾尼克斯本地化办公室Richard Honeywood是游戏英文本地化背后的主要推动力。
在2006年4月，《勇者斗恶龙VIII》以去掉罗马序数的“Dragon Quest: The Journey of the Cursed King”为名在PAL区发行。这标志着本传作品首次在PAL区发行。在堀井雄二一次在伦敦的采访中，他提到2003年史克威尔软件和艾尼克斯的合并使公司可以在更多的地区发行游戏，制作人市村龙太郎补充称“欧洲的口味因受到动画和卡通的影响而改变，所以欧洲人更愿意接受这类美工设定”。
游戏iOS和Android版预定于2013年12月12日发行。

## 音乐
如同每部勇者斗恶龙游戏，椙山浩一都会为游戏作曲并指挥相关衍生产品。游戏音乐由东京都交响乐团演奏，椙山浩一指挥。《勇者斗恶龙VIII》的原声音乐由Aniplex发行于2005年12月。日版游戏使用了模进音乐，而美版则含有交响组曲录音。

## 评价
《勇者斗恶龙VIII》于2004年11月27日在日本PlayStation 2平台发售后，游戏便在首周出货300万套，成为发售当时日本PlayStation 2平台销售最快的作品。截至2009年3月，《勇者斗恶龙VIII》在全球出货量達490万份，其中北美超过43万。《勇者斗恶龙VIII》是日本PlayStation 2上最畅销的游戏。游戏是首个获得《Fami通》39/40打分的勇者斗恶龙游戏。游戏超过了第二名《王国之心II》，获得了1UP.com和GameSpy的“E3 2005最佳RPG”奖。
《勇者斗恶龙VIII》北美版普遍得到正面评价，Metacritic的汇总得分为89/100。评论很快赞扬了游戏的3D卡通渲染图形，称其是系列首个完全使用三维的游戏。勇者斗恶龙系列的一个重要成分是其简单的游戏玩法，这是一个过去经常受到批评的要素；然而一些评论称简单的游戏玩法适合《勇者斗恶龙VIII》。Eurogamer的西蒙·帕金称游戏“令人清爽”，并将其和他认为过于复杂的同时期最终幻想游戏以及日本一软件公司开发的游戏作对比。GameSpot的Bethany Massimilla写道没有“很多各种类型的角色”使游戏依然简单，让玩家能对主角更熟悉。然而《Edge》认为游戏的主旨似乎对于2005年不相称。
大多数评论将游戏的英文版本视作在地化的典范之一。1UP.com的Nich Maragos称赞了游戏的英国色彩本地化，称其幽默通常是成功的，除了“有時让你想去死的双关语”。帕金称配音是“蒙提·派森和《公主新娘》的跨界混搭：幻想闹剧用理想听觉的方法讲述魅力故事”。游戏的世界地图也是一个评论者称赞的主体。1UP.com职员建议玩家放下游戏而“只是环顾四周而全神贯注于风景”，并称其可比《侠盗猎车手：圣安地烈斯》中圣安地烈斯地图的大小与细节。IGN编辑人员杰里米·邓纳姆写道“游戏水準进步列表中唯一例外是主线情节”，他将其解释为游戏是一个非常基本的勇者斗恶龙故事；但他也提到，游戏仍然设法让一个沉闷的情节变得有趣。

## 影响
游戏中的角色常出现在其它史克威尔艾尼克斯的产品中。《勇者斗恶龙 少年杨格斯与不可思议迷宫》——由Cavia开发的PlayStation 2平台roguelike（不可思议迷宫）游戏——讲述了少年杨格斯的故事，于2006年在日本发行。杰西卡、安吉洛和杨格斯與其它勇者斗恶龙角色在多平台大富翁游戏《富豪街系列》中出现，一同出现的还有最终幻想与马里奥系列的角色。其出现的游戏包括PlayStation Portable游戏《勇者斗恶龙&最终幻想 in 富豪街 Portable》和任天堂DS的《富豪街DS》，以及《富豪街DS》在Wii平台的增强重制版。《勇者斗恶龙VIII》的角色还在《勇者斗恶龙IX 星空的守护者》登场，杰西卡、安吉洛和国王Trode作为特别Wi-Fi客串角色在Stornway的Quester's Rest inn出现，Dhoulmagus和Rhapthorne作为可选附加头目出现，玩家还可定制一个八代勇者衣着的“Trodain皇家卫兵”。